# 汪氏近红鲌
汪氏近红鲌（学名：Ancherythroculter wangi，又名短臀近红鲌，俗名麻尖）为輻鰭魚綱鯉形目鯝科近红鲌属的鱼类，是中国的特有物种。分布于长江上游流域四川重庆、北碚、合川等。该物种的模式产地在四川。
汪氏近红鲌魚體呈紡錘狀，背部略微隆起，吻部上翹，體為銀白色，魚鰭為紅色，体长可达16公分。

## 扩展阅读
維基物種上的相關：汪氏近红鲌